# 丸岡そば
丸岡そば(まるおかそば)は、福井県坂井市丸岡町の在来品種のソバ。丸岡は、集団転作対応として麦跡ソバを推進する福井県において、作付面積が県下最大級の生産地であるとともに、いち早く「早刈りそば」の栽培に着手した地域としてもしられる。一般的なソバより1～2週間早く収穫する早刈りそばは、ポリフェノールやルチンなどの機能性成分を多く含み、美味でもあることから、消費者の需要が高い。
丸岡のそばは風通しの良い平野部で育てられ、小粒で歯ごたえがあり香り高く、早刈りのため皮をむいた実が一般的な蕎麦の実に比べて黒味が濃い鶯色をしており、高品質な玄そばと評価される。別名を「丸岡小黒」。
主に、郷土料理の越前おろしそばなどに使われている。

## 概要
福井県は県全域で在来種のそばを栽培しており、ソバ作付面積は年々増加しており、2009年に作付面積2730haで全国4位となった。収穫量も全国第4位。丸岡産のそば粉で調理された郷土料理のおろしそばは、香りが高く、風味が強い。味もよく人気があるため、県内外のそば店で使用されている。

## 丸岡の玄そば
丸岡では1990年頃より「ハレの日」の伝統食であった在来品種のソバを地域おこしの柱と位置づけ、生産調整を求められる米に替わる作物として栽培が推進された。福井県では、殻をむき、甘皮ごと挽いてそば粉にしている。甘皮と胚芽が香りと風味のもととも言われており、丸岡の玄そばは小粒で甘皮の割合が高いので、香りの高いそばになる。また、収穫量が少なく、全国でも珍しい早刈り蕎麦で高い品質を持っているといわれている。

## そば畑について
清らかな水や空気、自然豊かな福井県の環境が調質なそばを育てている。そばの花は可憐で「白い花のじゅうたん」といわれている。

## 丸岡素人段位認定会
手打ちそばの愛好者の技術向上と交流を深めるのを目的として、丸岡町では「素人そば打ち段位認定会」が開かれている。初段から3段の段位に分かれ、費用は初段と二段が3000円、準3段・3段が4000円 。2019年8月3日に第19回目となる認定会が丸岡城のまちコミュニティセンター(旧城のまち会館)で開催された。